# بنات العيلة (مسلسل)
بنات العيلة هو مسلسل سوري اجتماعي يحكي قصة مجموعة من الفتيات من عائلة واحدة، ويتناول قضايا ومشاكل النساء ونظرة الناس إلى المطلقات مهما كان مستواهن المادي أو الاجتماعي. وهو من إخراج رشا شربتجي.

## قصة
تبدأ القصة عندما تقع رسالة خطيرة كتبت منذ عشرة أعوام في يد الخالة ملك أثناء تنظيفها البيت فتقوم بجمع بنات العائلة لتعرف سر من كتبها وسر من كُتبت له، وبعد عدة اتصالات تجتمع بنات العائلة في بيت الخالة ملك وكلهن فضول لهذا الاجتماع المفاجيء، فتتطور الأحداث من هناك بشكل مشوق لمعرفة الحقيقة.
المنزل يضم «رنا» إحدى فتيات العائلة، والطبيبة «صبا» التي تعمل في مستشفى للأطفال لكنها مطلقة، والفتاة «علا» التي تملك جرأة شديدة في شخصيتها، بالإضافة إلى سليم زوج الخالة ملك التي تجمع العائلة وتبدأ القصص المشوقة من منزلها.

## بطولة
المسلسل بطولة مجموعة كبيرة من نجمات الدراما السورية منهن نسرين طافش، وديمة قندلفت، وقمر خلف، وصفاء سلطان، كندة حنا، وديمة الجندي، وكندة علوش وناظلي الرواس إضافة إلى أبرز الفنانين من باسم ياخور، وسليم صبري، وفادي صبيح، وإياد أبو الشامات، ومحمد قنوع.وقيس الشيخ نجيب ~وأحمد زاهر~والأطفال
ليلى أحمد زاهر~ميرا العبد الله ~ تم غناء مقدمة المسلسل من الفنانة السورية ميادة بسيليس

## الفنانون المشاركون بالعمل
| الفنان/ة          | الدور                        | التفاصيل |
| ----------------- | ---------------------------- | --- |
| ثناء دبسي         | ملك                          | أكبر خالة للعائلة وام لثلاثة اولاد (عصام احمد ووسيم) وهي اخت صباح                                             |
| مها المصري        | صباح                         | الخالة الثانية للعائلة وام لثلاثة بنات (هبة سارة وشهد) وهي اخت ملك                                            |
| سليم صبري         | سليم                         | زوج الخالة ملك ووالد كل من عصام احمد ووسيم                                                                    |
| نسرين طافش        | سارة                         | صحفية ومذيعة مشهورة في سوريا، ابنة صباح واخت هبة وشهد                                                         |
| ديمة الجندي       | هبة                          | كاتبة مشهورة في سوريا، ابنة صباح وأخت سارة وشهد، وهي صديقة رنا المفضلة                                        |
| كندة حنا          | شهد                          | الدكتورة الصغيرة التي تحب وتهتم بالابراج، ابنة صباح وأخت هبة وسارة                                            |
| صفاء سلطان        | رنا                          | ابنة أخت كل من صباح وملك، صاحبة مركز تجميل ناجح في سوريا، وهي صديقة هبة المفضلة                               |
| نظلي الرواس       | ميرفت                        | ابنة اخت صباح وملك وزوجة فاروق مسؤول كبير في الدولة، معروفة بشخصيتها الشريرة وهي لا تملك اي اخوة              |
| قمر خلف           | علا                          | ابنة اخت صباح وملك، مضيفة طيران وهي اخت ميرا الصغرى                                                           |
| هويدا يوسف        | شجون (ميرا)                  | ابنة اخت صباح وملك، مطربة مشهورة جدا في سوريا وهي اخت علا الكبرى                                              |
| قيس الشيخ نجيب    | وسيم                         | ابن الخالة ملك الاصغر، مقدم برامج وصحفي وهو حبيب علياء السابق                                                 |
| كندة علوش         | علياء                        | صاحبة مجلة ايفا المشهورة والمعروفة بكرهها للرجال، كانت على علاقة بوسيم ابن الخالة ملك، وهي صديقة سارة المفضلة |
| تولين البكري      | ليليا                        | اخت علياء، ام لأربعة بنات والتي تحلم بالحصول على طفل                                                          |
| فادي صبيح         | فاروق                        | زوج ميرفت العصبي وزوج غادة في السر                                                                            |
| ديما قندلفت       | ريتا                         | زوجة احمد ابن الخالة ملك، من عائلة مسيحية لكنها متزوجة من رجل مسلم، محامية وهي اخت سالي وجورج الكبرى          |
| مرام علي          | سالي                         | خطيبة عماد، طالبة ماجيستر وهي اخت جورج وريتا الصغرى                                                           |
| جيني اسبر         | صبا                          | طليقة عصام ابن الخالة ملك، دكتورة وهي زميلة شهد في المستشفى                                                   |
| سحر فوزي          | والدة علياء وليليا           | جارة الخالة ملك السابقة وصديقة لها                                                                            |
| باسم ياخور        | موفق                         | الشاب الذي خسر حبيبته بسبب برنامج سارة، ويسعى لقلب حياة سارة إلى جحيم عن طريق الانتقام منها                   |
| إياد أبو الشامات  | احمد                         | ابن الخالة ملك الثاني، زوج ريتا وهو تاجر                                                                      |
| زهير درويش        | عصام                         | ابن الخالة ملك الأكبر وطليق صبا                                                                               |
| يزن السيد         | تيم                          | صحفي في مجلة علياء وهو واقع بحب علا                                                                           |
| علي سكر           | عماد                         | زوج سالي |
| خالد القيش        | حازم                         | جار علا وميرا الذي تقع ميرا بحبه                                                                              |
| محمد حداقي        | كرم                          | صديق وسيم المقرب                                                                                              |
| أحمد زاهر         | مدحت                         | زوج رنا المصري، الذي كذب عليها بشأن زواجه الأول                                                               |
| ميرنا شلفون       | غادة (كاميليا)               | زوجة فاروق في السر (زوج ميرفت)، صاحبة بوتيك كاميليا ومعروفة بكرهها الشديد لميرفت لأنها سرقت منها زوجها        |
| فاتن شاهين        | والدة جورج وريتا وسالي       | ارملة وام مسيحية                                                                                              |
| وائل زيدان        | سيمون                        | مدير اعمال المطربة ميرا                                                                                       |
| نضال سيجري        | كمال                         | فنان ورسام اخرس، جار هبه الذي تنشأ بينه وبينها علاقة في السر                                                  |
| عبد الحكيم قطيفان | هشام                         | طبيب ناجح، وهو حبيب علا في السر الذي يقيم معها علاقة على الرغم من انه متزوج                                   |
| عامر سبيعي        | فايز أبو طمشة                | خطيب سارة وصاحب سلسلة مطاعم أبو طمشة الناجحة                                                                  |
| وفاء موصللي       | (ضيفة شرف في الحلقة الاخيرة) | والدة تيم |
| نجاح حفيظ         | (ضيفة شرف)                   | والدة غادة |
| أدهم مرشد         | جورج                         | صائغي مسيحي، اخ ريتا وسالي                                                                                    |
| محمد قنوع         | حسام                         | زوج ليليا وهو موظف في بنك                                                                                     |
| أمانة والي        | والدة حسام                   | والدة زوج ليليا التي تصر على ليليا ان تلد الولد لكي يحمل اسم عائلة ابنها                                      |
| ليلى احمد زاهر    | نانسي                        | ابنة مدحت من زوجته الاولى والتي تجعل رنا عصبية وحدينة بسبب طيشها                                              |
| ناهد حلبي         | ماجدة                        | صحفية ومقدمة برامج مشهورة                                                                                     |
| رافي وهبة         | الدكتور خالد                 | الدكتور المحترف في المستشفى الذي تعمل به شهد وصبا                                                             |
| سوزان سكاف        | صفاء (ضيفة شرف)              | امرأة كبيرة كان يحبها وسيم وهو صغير                                                                           |
| وفاء بشور         |                              | |
| دينا خانكان       |                              | |